# Reguła św. Franciszka
Reguła św. Franciszka, także Reguła braci mniejszych (łac. Regula Fratrum Minorum), Reguła zatwierdzona (łac. Regula bullata) – reguła Zakonu Braci Mniejszych, podstawowy obok Konstytucji i Statutów Generalnych dokument normujący życie franciszkanów, franciszkanów konwentualnych, kapucynów i innych instytutów zakonnych należących do I Zakonu św. Franciszka.

## Okoliczności powstania
Jedynym dowodem na istnienie i działalność braci mniejszych była tymczasowa, ustna zgoda Innocentego III z 1209 roku. Konieczność napisania kanonicznej reguły była spowodowana chęcią rezygnacji Franciszka z zarządzania wspólnotą i powiększaniem się zakonu. Ponieważ roboczy dokument zwany regułą niezatwierdzoną (łac. Regula non bullata) nie został przedstawiony papieżowi do akceptacji, Franciszek postanowił napisać nową regułę. Pracę nad drugą wersją rozpoczął w 1221 roku, wspomagając się konsultacjami ze współbraćmi (duży wpływ mieli również prowincjałowie braci mniejszych z odległych stron). W redagowaniu najprawdopodobniej pomagał mu kanonista i znawca prawa zakonnego, lecz jego tożsamość nie zachowała się w źródłach. Franciszek obawiał się, że sformalizowany dokument spowoduje powstanie komentarzy i interpretacji, co wypaczy pierwotne założenia ubóstwa. Dokument był gotowy na wiosnę 1223 roku. Papież zaakceptował dokument i zawarł go w bulli „Solet annuere” 29 listopada 1223.
Oryginał papieskiej bulli z tekstem Reguły zatwierdzonej przechowywany jest w klasztorze Sacro Convento w Asyżu.

## Treść
Reguła zatwierdzona jest znacznie krótsza od niezatwierdzonej – stanowi około jednej czwartej poprzedniej treści. Autor usunął większość osobistych wypowiedzi oraz cytatów z Biblii. Aby upodobnić dokument do pozostałych reguł zakonnych, Franciszek zrezygnował z części duchowości, zachowując jednak pierwotne ideały. Podtrzymał zakaz przyjmowania pieniędzy i zalecenie do życia w ubóstwie. Kładł dodatkowy nacisk na nieposiadanie żadnej własności. Podkreślił także konieczność dawania przykładu własnym postępowaniem. Jednak język uległ modyfikacji – w pierwotnym dokumencie Franciszek użył zaleceń, natomiast w regule zastosował wyraźnie nakazy i zakazy, wyrażające stanowczość.
Reguła składa się z 12 rozdziałów:
1. W Imię Pańskie! Zaczyna się sposób życia braci mniejszych
2. Kandydaci i sposób ich przyjmowania
3. Oficjum Boskie i post i jak bracia mają iść przez świat
4. Bracia nie powinni przyjmować pieniędzy
5. Sposób pracy
6. Bracia nie powinni niczego nabywać na własność; zbieranie jałmużny i bracia chorzy
7. Nakładanie pokuty braciom grzeszącym
8. Wybór ministra generalnego tego braterstwa i kapituła w Zielone Święta
9. Kaznodzieje
10. Upominanie i poprawianie braci
11. Bracia nie powinni wchodzić do klasztoru mniszek
12. Ci, którzy udają się do Saracenów i innych niewiernych